# Comuna Liubîmivka, Mîhailivka
Liubîmivka (în ucraineană Любимівка) este o comună în raionul Mîhailivka, regiunea Zaporijjea, Ucraina, formată din satele Barvinivka, Dniprovka, Liubîmivka (reședința), Lîmanivka, Sadove, Ukraiinka și Volodîmîrivka.

## Demografie
Componența lingvistică a comunei Liubîmivka
     Ucraineană (89,9%)
     Rusă (8,75%)
     Alte limbi (0,75%)
Conform recensământului din 2001, majoritatea populației comunei Liubîmivka era vorbitoare de ucraineană (89,9%), existând în minoritate și vorbitori de rusă (8,75%).